# Discografia degli Hawkwind
Questa voce contiene la discografia della space rock band inglese Hawkwind, dagli esordi fino ad oggi.

## Album in studio
| Data | Titolo                                             | Classifiche                  |
| 1970 | Hawkwind                                           |                              |
| 1971 | In Search of Space                                 | 18° (UK)                     |
| 1972 | Doremi Fasol Latido                                | 14° (UK)                     |
| 1974 | Hall of the Mountain Grill                         | 16° (UK)                     |
| 1975 | Warrior on the Edge of Time                        | 13° (UK), 150° Billboard 200 |
| 1976 | Astounding Sounds, Amazing Music                   | 33° (UK)                     |
| 1977 | Quark, Strangeness and Charm                       | 30° (UK)                     |
| 1978 | 25 Years On (come Hawklords)                       | 48° (UK)                     |
| 1979 | PXR5                                               | 59° (UK)                     |
| 1980 | Levitation                                         | 21° (UK)                     |
| 1981 | Sonic Attack                                       | 19° (UK)                     |
| 1982 | Church of Hawkwind (come Church of Hawkwind)       | 26° (UK)                     |
| 1982 | Choose Your Masques                                | 29° (UK)                     |
| 1985 | The Chronicle of the Black Sword                   | 65° (UK)                     |
| 1988 | The Xenon Codex                                    | 79° (UK)                     |
| 1990 | Space Bandits                                      | 70° (UK)                     |
| 1992 | Electric Tepee                                     | 53° (UK)                     |
| 1993 | It Is the Business of the Future to Be Dangerous   | 75° (UK)                     |
| 1995 | White Zone (come Psychedelic warriors)             |                              |
| 1995 | Alien 4                                            | 119° (UK)                    |
| 1997 | Distant Horizons                                   |                              |
| 1999 | In Your Area                                       |                              |
| 2000 | Spacebrock                                         |                              |
| 2005 | Take Me to Your Leader                             |                              |
| 2006 | Take Me to Your Future                             |                              |
| 2010 | Blood of the Earth                                 |                              |
| 2012 | Onward                                             |                              |
| 2012 | Stellar Variations (come Hawkwind Light Orchestra) |                              |
| 2016 | The Machine Stops                                  |                              |
| 2017 | Into the Woods                                     |                              |
| 2018 | Road to Utopia                                     |                              |
| 2019 | All Aboard the Skylark                             |                              |
| 2020 | Carnivorous (come Hawkwind Light Orchestra)        |                              |
| 2021 | Somnia                                             |                              |

## Album dal vivo
| Data | Titolo                | Classifiche                 |
| 1973 | Space Ritual          | 9° (UK), 179° Billboard 200 |
| 1980 | Live Seventy Nine     | 15° (UK)                    |
| 1986 | Live Chronicles       |                             |
| 1991 | Palace Springs        |                             |
| 1994 | The Business Trip     |                             |
| 1996 | Love in Space         |                             |
| 1999 | Hawkwind 1997         |                             |
| 2001 | Yule Ritual           |                             |
| 2002 | Canterbury Fayre 2001 |                             |
| 2004 | Spaced Out in London  |                             |
| 2008 | Knights of Space      |                             |

## Compilation
- 1976 - Roadhawks
- 1977 - Masters of the Universe
- 1980 - Repeat Performance
- 1986 - Angels of Death
- 1988 - Spirit of the Age
- 1990 - Stasis (The UA Years 1971 – 1975)
- 1992 - Tales from Atom Henge
- 1992 - Psychedelic Warlords
- 1999 - Epocheclipse – 30 Year Anthology
- 1999 - Epocheclipse – The Ultimate Best Of
- 2002 - Masters of Rock
- 2006 - The Collection
- 2008 - Spirit of the Age
- 2008 - The Dream Goes On
- 2013 - Spacehawks

## EP
- 1984 – The Earth Ritual Preview
- 1993 – Decide Your Future
- 1994 –  Quark, Strangeness and Charm
- 1995 – Area S4

## Singoli
- 1970 - "Hurry on Sundown" / "Mirror Of Illusion"
- 1972 - "Silver Machine" / "Seven By Seven"
- 1973 - "Lord Of Light" / "Born To Go"
- 1973 - "Urban Guerrilla" / "Brainbox Pollution"
- 1974 - "You'd Better Believe It" / "Paradox"
- 1974 - "The Psychedelic Warlords" / "It's So Easy"
- 1975 - "Kings of Speed" / "Motörhead"
- 1976 - "Kerb Crawler" / "Honky Dorky"
- 1977 - "Back on the Streets" / "The Dream Of Isis"
- 1977 - "Quark, Strangeness and Charm" / "The Forge Of Vulcan"
- 1978 - "Psi Power" / "Death Trap"
- 1979 - "25 Years" / "PXR5" / "(Only) The Dead Dreams Of The Cold War Kid"
- 1980 - "Shot Down in the Night" / "Urban Guerilla"
- 1980 - "Who's Gonna Win The War?" / "Nuclear Toy"
- 1981 - "Angels of Death" / "Trans Dimensional Man"
- 1982 - "Silver Machine" / "Psychedelic Warlords" / "Silver Machine (Full Version)"
- 1985 - "Needle Gun" / "Song Of The Swords" (12" only) / "Arioch"
- 1986 - "Zarozinia" / "Assault And Battery" / "Sleep Of 1000 Tears"
- 1993 - "Right To Decide" / "The Camera That Could Lie" / "Right To Decide (Radio Edit Mix)" / "Assassin (Magick Carpet Mix)"
- 1997 - "Love In Space" / "Lord Of Light" / "Sonic Attack"
- 2004 - "Spirit of the Age (Radio Edit)" / "Angela Android" / "Assassins of Allah"
- 2004 - "Spirit of the Age (Live Version)" / "Paradox"